# Eduard III. Ispovjednik
Eduard III. Ispovjednik (staroengleski: Ēadƿeard se Andettere, fra. Édouard le Confesseur) (Islip kraj Oxforda, oko 1003. – Westminster, 5. siječnja 1066.)), anglosaski kralj Engleske od 1042. godine i katolički svetac; posljednji kralj iz kuće Wessex. Njegovo tijelo ostalo je do danas neraspadnuto.
Njegovim imenom prozvani su anglosaski pravni običaji, kodificirani nakon njegove smrti.

## Životopis
Sin je Ethelreda II. Nespremnog, koji je 1013. godine pred danskim napadima izbjegao u Normandiju i Eme Normandijske. Odgojen je u Normandiji, pa je stoga bio sklon normanskim utjecajima. Njegovim ustoličenjem za engleskog kralja prekinuta je danska prevlast u Engleskoj, te je ponovno vraćena na vlast anglosaska kraljevska dinastija. Anglosaski pravni običaji, kodificirani poslije njegove smrti, prozvani su po njemu (Leges Edwardi confessoris). Bio je poštovan u narodu zbog djelâ milosrđa; razvijao je zajedništvo sa Svetom Stolicom.
Za vrijeme njegova kraljevanja se kraljevska vlast u Engleskoj nastavila raspadati, dok je moć grofova rasla. Pretkazala je buduću normansku vlast, čiji je vojvoda Vilim Osvajač porazio Eduardovog nasljednika Harolda II. Godwinsona i prisvojio englesku krunu. Edvard je naslijedio sina Knuta Velikog, Hartaknuta, vrativši vlast dinastiji Wessex nakon razdoblja danske vlasti koja je trajala otkad je Knut pokorio Englesku 1016. godine. Kad je Eduard umro 1066., nije imao sina koji bi ga naslijedio, zbog čega je uslijedio sukob u kojem su tri čovjeka polagala pravo na englesko prijestolje.
U proučavanju vremena i vlasti Eduarda III. korisne su kronike kao što su Anglosaska kronika, a životopis o Eduardu III. napisao je Ailred od Rievaulxa (Život sv. Edvarda, kralja i ispovjednika). O životu Eduarda III. djelo je pisao i nepoznati autor, temeljem naloga Eduardove supruge Edite. To poznato djelo je Vita Ædwardi Regis qui apud Westmonasterium Requiescit (hrv. "Život kralja Eduarda koji počiva u Westminsteru"). O ovom kralju je nastala i islandska saga Saga Játvarðar konungs hins helga, koja je nastala u 14. stoljeću kompiliranjem ranijih engleskih izvora i francuske Chronicon Universale Anonymi Laudunensis (ili zajedničkog izvora) kao izvor. Naslijedio ga je grof od Wessexa, Harold II.

### Štovanje
Svecem je proglašen u Katoličkoj Crkvi, štuje ga Engleska crkva i druge anglikanske zajednice. Zaštitnik je kraljeva, teških brakova, razdvojenih supružnika i britanske kraljevske obitelji. Od vremena kad je vladao Henrik II. sve do 1348., smatralo ga se svecem zaštitnikom Engleske. Međutim, za vrijeme vladavine Eduarda III. (1327. – 1377.), za sveca zaštitnika Engleske proglašen je sveti Juraj, a Eduard je ostao zaštitnikom britanske kraljevske obitelji. Njegov blagdan je 13. listopada. Za sveca ga je proglasio papa Aleksandar III. 1161. godine u Rimu.

## Vanjske poveznice
- sv. Eduard Ispovjednik Hrvatska enciklopedija
- sv. Eduard Ispovjednik Proleksis enciklopedija
- Eduard Ispovjednik Britannica (engl.)

| Prethodnik:             | Kralj Engleske | Nasljednik:        |
| Hartaknut (1035.-1042.) | Kralj Engleske | Harold II. (1066.) |